# غوردي بايرز
غوردي بايرز هو لاعب هوكي الجليد كندي، ولد في 11 مارس 1930 في Eganville, Ontario ‏ في كندا، وتوفي في 1 نوفمبر 2001.

## وصلات خارجية
- غوردي بايرز على موقع دوري الهوكي الوطني (الإنجليزية)
- غوردي بايرز على موقع قاعة مشاهير الهوكي (لاعب أن.إتش.أل) (الإنجليزية)
- غوردي بايرز على موقع EliteProspects.com (الإنجليزية)
- غوردي بايرز على موقع HockeyDB.com (الإنجليزية)
- غوردي بايرز على موقع Hockey-Reference.com (الإنجليزية)